# Joshua Hoyle
Joshua Hoyle (décédé le 6 décembre 1654) est professeur de théologie au Trinity College de Dublin et maître de l'University College d'Oxford pendant le Commonwealth d'Angleterre ,.

## Biographie
Il est né à Sowerby, Yorkshire, et fait ses études au Magdalen Hall, à Oxford et au Trinity College, à Dublin, dont il devient membre. Il obtient son diplôme de docteur et est nommé professeur de théologie à l'université en 1621, après que James Ussher ait démissionné et que le premier choix John Preston (prêtre) (en) et le deuxième choix Samuel Ward (pasteur) (en) aient refusé le poste . Fervent calviniste, il se heurte au prévôt William Bedell . Il est un enseignant assidu à Dublin, couvrant chaque livre et verset de la Bible et, quand il a fini, recommençant.
Au déclenchement de la rébellion irlandaise de 1641, il se réfugie à Londres, où il est nommé vicaire de Stepney, en remplacement du royaliste William Stampe . Sa prédication est jugée «trop scolaire» pour sa congrégation de Londres. En 1643, il devient membre de l'Assemblée de Westminster et assiste régulièrement à ses réunions. Il est présenté pour Sturminster Marshall, Dorset, par la Chambre des communes en février 1643. Il témoigne contre William Laud sur sa politique lorsqu'il était chancelier de l'Université de Dublin.
Il est employé par le comité du parlement pour la réforme de l'Université d'Oxford. Le 8 juillet 1648, Obadiah Walker (futur maître du University College) et d'autres sont expulsés de l'université pour leurs penchants royalistes. Le 10 juillet, le maître du University College, Thomas Walker, perd également son poste. Hoyle est ensuite nommé Master of University College et Regius Professor of Divinity. Hoyle se plaint de manque d'argent : un canonicat de Christ Church, Oxford, qui a été affecté au soutien de la chaire, est affecté à un autre avant la nomination de Hoyle, et les revenus du Master of University College sont faibles. Il meurt le 6 décembre 1654 et est inhumé dans l'ancienne chapelle de son collège.

## Œuvres
À l'appui de James Ussher contre William Malone, il écrit A Rejoynder to Master Malone's Reply concernant Reall Presence, Dublin, 1641. Un sermon prêché par "JH", et imprimé en 1645 sous le titre Jehojades Justice against Mattan, Baal's Priest, &c., est également attribué à Hoyle.